# (25890) Louisburg
(25890) Louisburg (2000 VG38) – planetoida z pasa głównego asteroid okrążająca Słońce w ciągu 4,69 lat w średniej odległości 2,8 j.a. Odkryta 3 listopada 2000 roku.